# Грасманис, Лаймдонис
Лаймдонис Грасманис — (латыш. Laimdonis Grasmanis, 12 мая 1916, Российская империя — 2 сентября 1970, Рига) — советский сценограф, живописец, художник-постановщик Рижской киностудии.

## Биография
Родился 12 мая 1916 года в России, во время Первой мировой войны, в семье беженцев. Воспитывался в Лиепае, приёмными родителями. Окончил декоративно-художественное отделение Лиепайской школы прикладного искусства (1937). Учился на отделении предметной живописи Латвийской Академии художеств (1937—1942). Работал художником-декоратором в Лиепайском городском театре драмы и оперы (1934—1937), в Передвижном (1940—1941) и Народном театре (1942—1944), главным декоратором Драматического (Национального) театра имени А. Упита (1945—1954).
Работал в реалистичной манере. Кроме декораций, почти во всех поставленных спектаклях был художником по костюмам. Был сценографом некоторых спектаклей театра Дайлес. В 1954—1957 работал штатным художником-декоратором в театре Музыкальной комедии. С 1957 года художник-постановщик на Рижской киностудии. Удостоен награды на фестивале Прибалтийских республик и Белоруссии за фильм «Меч и роза» (1960).
Художественные работы выставлял с 1937 года, в основном пейзажи и портреты. Много работал над образами своих коллег по театру и кино. Член Союза художников (с 1945) и Союза кинематографистов (с 1962). Был женат на художнице Лилии Грасмане. Дочь — журналистка Илзе Бумане-Грасмане, издала книгу воспоминаний об отце (1996).
Умер в Риге, похоронен на Лесном кладбище. Памятник на могиле работы скульптора Карлиса Бауманиса.

## Фильмография
- 1957 — Сын рыбака / — художник-постановщик
- 1957 — Рита — художник-постановщик
- 1959 — Меч и роза / šķēps un roze — художник-постановщик
- 1959 — Эхо / Atbalss — художник-постановщик
- 1961 — Чёртова дюжина — художник-постановщик
- 1963 — Он жив / Viņš dzīvs — художник-постановщик
- 1965 — Заговор послов / Sūtņu sazvērestība — художник-постановщик
- 1967 — Часы капитана Энрико / Kapteiņa Enriko pulkstenis — художник-постановщик
- 1969 — У богатой госпожи / Pie bagātās kundzes — художник-постановщик
- 1970 — Слуги дьявола / Vella kalpi — художник-постановщик